# 海神喷泉 (博洛尼亚)

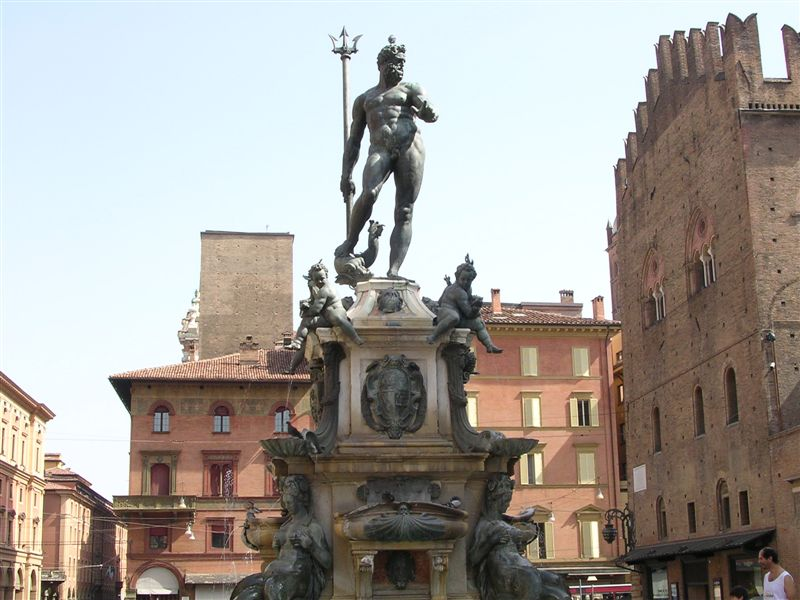
海神喷泉

海神喷泉（Fontana di Nettuno）是意大利博洛尼亚的一个巨大的喷泉，位于同名的海神广场（Piazza Nettuno），毗邻博洛尼亚主广场。海神尼普顿的青铜雕像，伸出手臂，摆出傲慢的姿态，控制水域，是詹波隆那较早的成熟作品，大约完成于1567年。

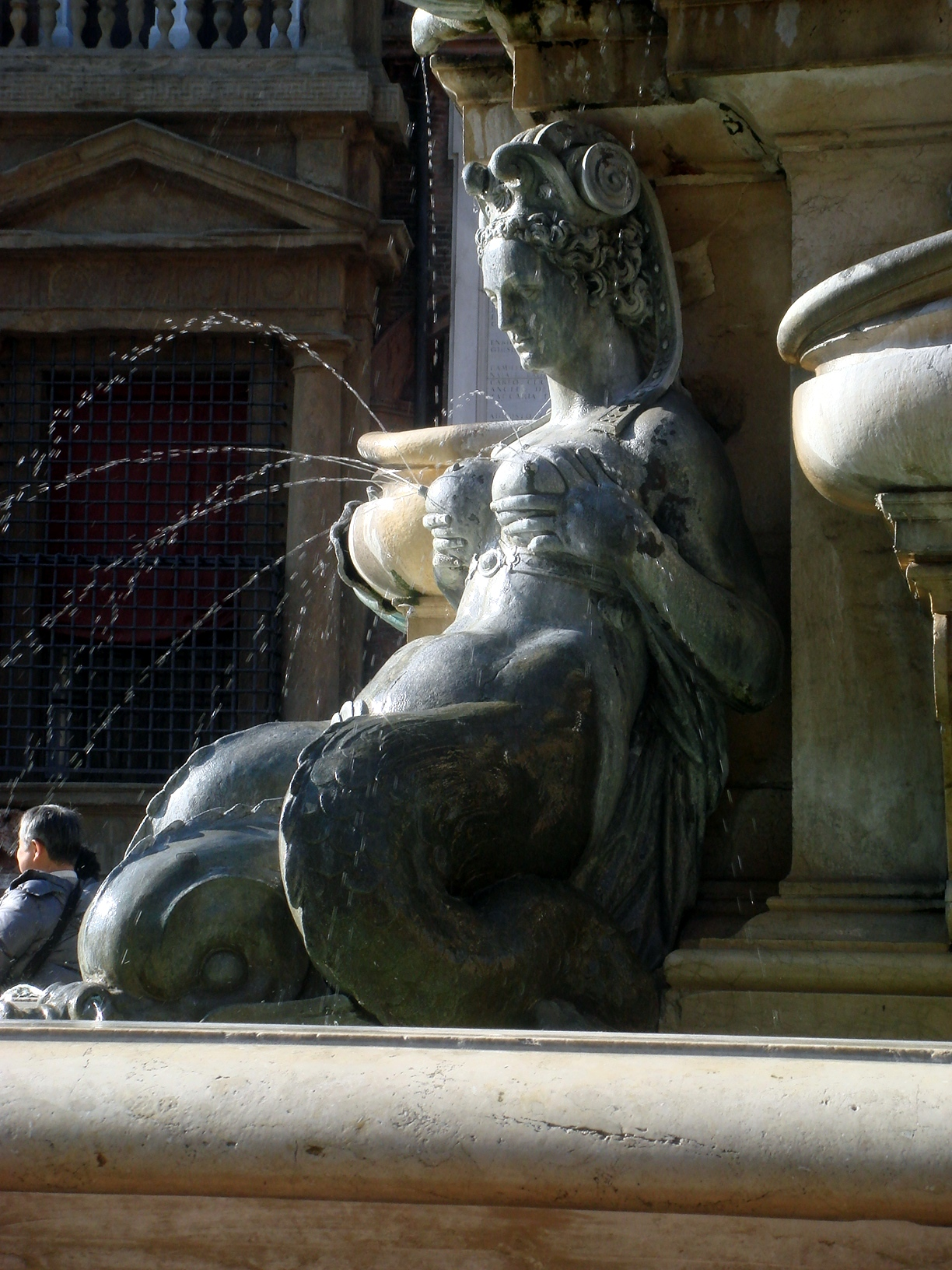
Lactating nereid